# Політехнічна (станція швидкісного трамвая)
50°26′47″ пн. ш. 30°28′01″ сх. д. / 50.44639° пн. ш. 30.46694° сх. д.
«Політехні́чна» — станція Правобережної лінії Київського швидкісного трамвая, розташована між станціями «Олекси Тихого» і «Площа Галицька» (станція «Повітрофлотська» тимчасово закрита). Відкрита в 1978 році. Вихід зі станції веде до однойменного провулку.

## Історія
У підземному переході станції була розташована мозаїка на військову тематику, яка була демонтована під час реконструкції станції 2010 року.
З 8 квітня по 9 жовтня 2008 року станція була кінцевою на лінії (тимчасове розворотне кільце знаходилося біля Палацу урочистих подій). 12 жовтня 2008 року ділянка «Політехнічна» — «Івана Лепсе» закрита на реконструкцію. 16 жовтня 2010 року станція відкрита після реконструкції, на ній зупиняються трамваї маршрутів № 1 і № 3.
Станція була закрита на реконструкцію з 3 до 31 березня 2011 року. У ході реконструкції встановлено накриття над платформами та виходами з платформ у місто, облаштовано підземний перехід.
У 2017 році була проведена реконструкція станції у червоному колірі.

## Галерея

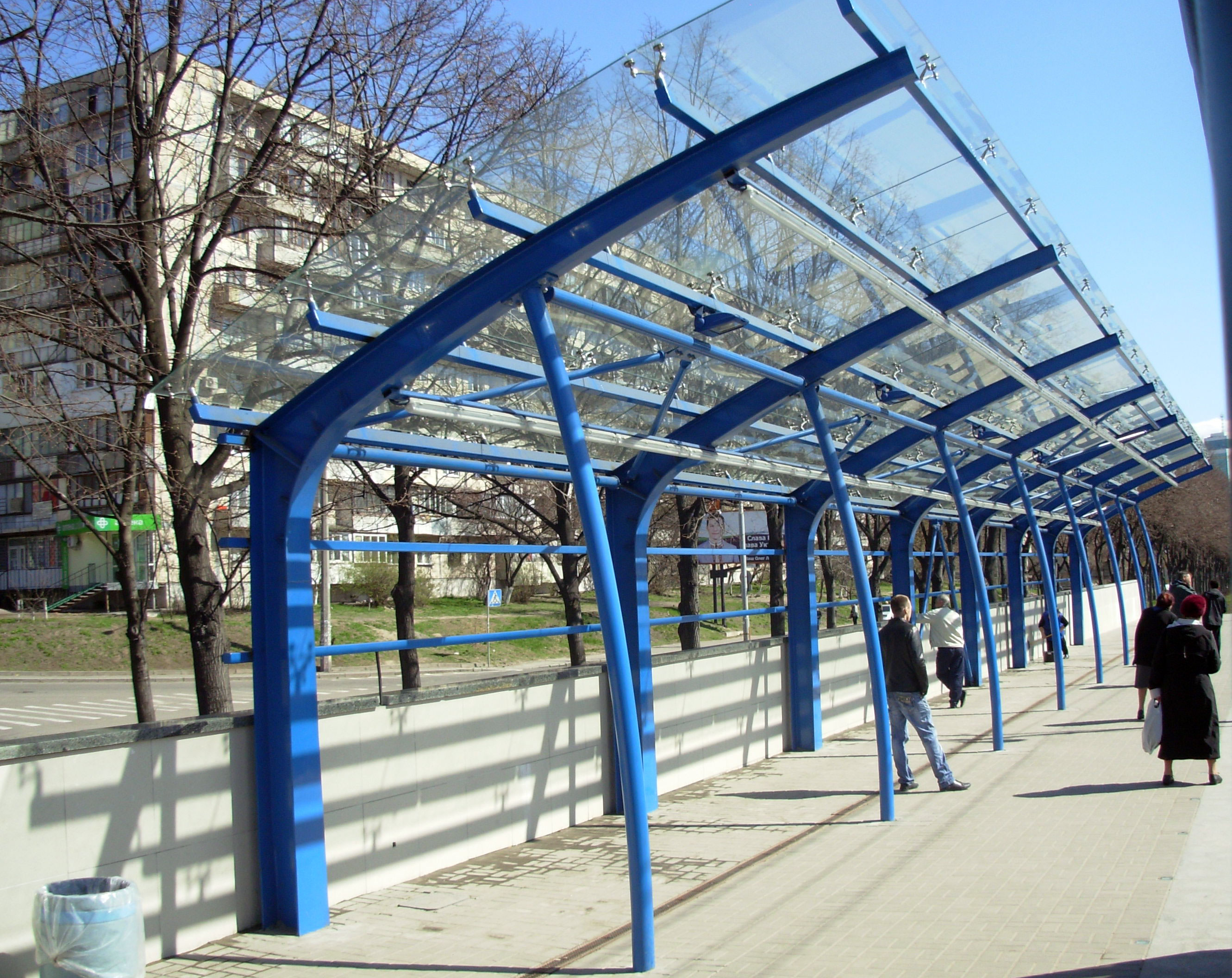
Платформи станції, 2011
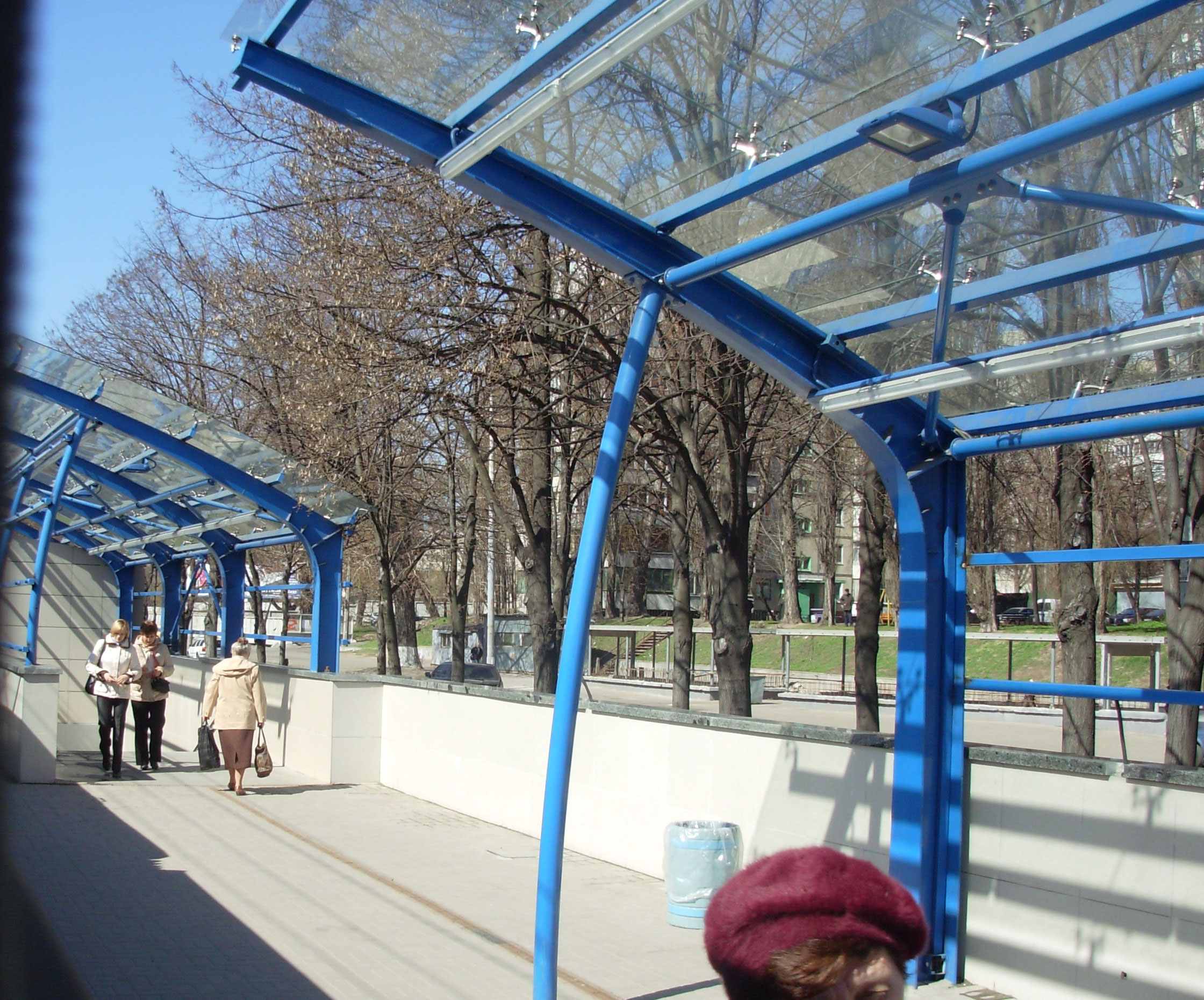
Вихід з платформи в місто, 2011
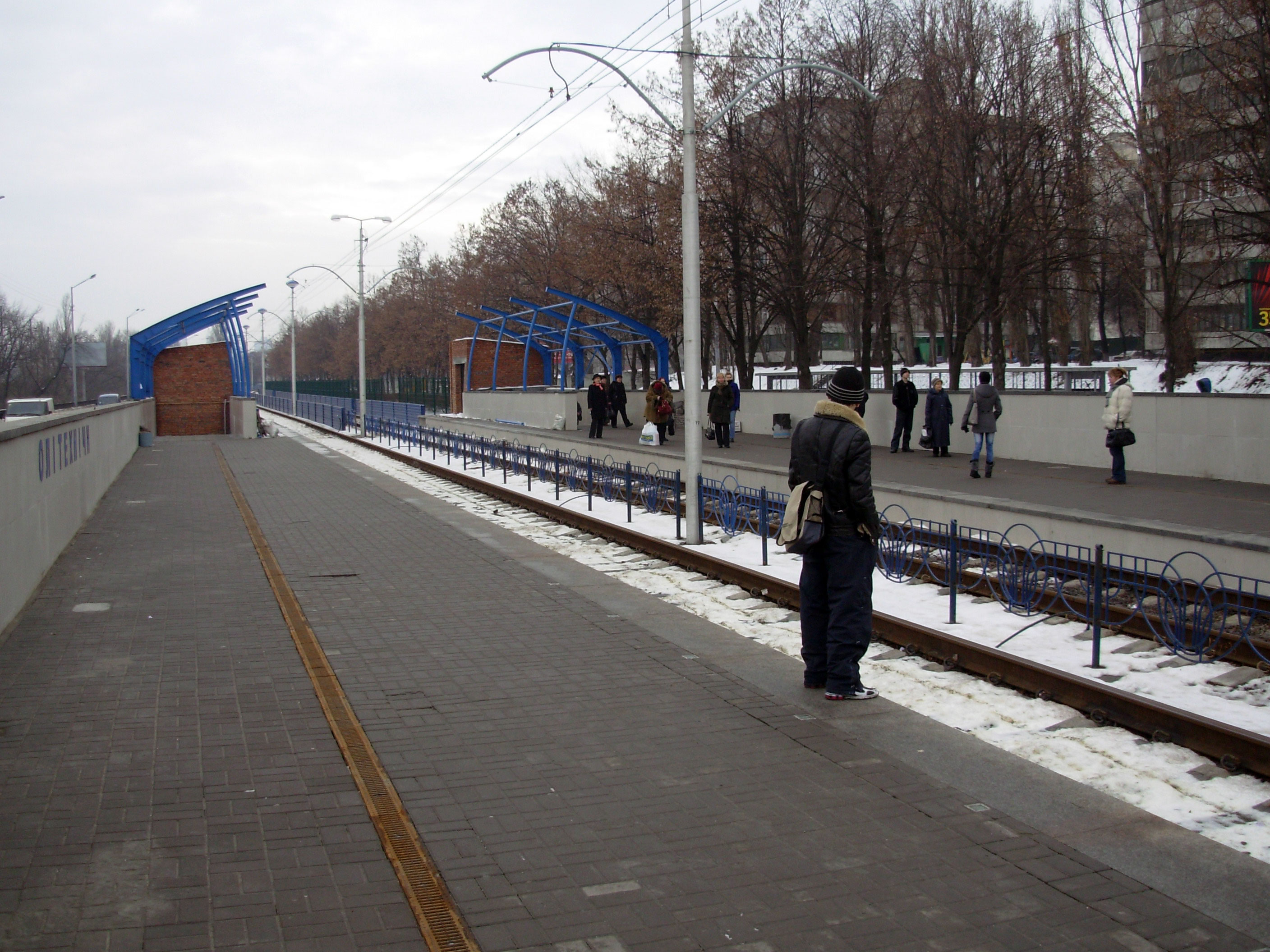
Загальний вигляд станції, грудень 2010
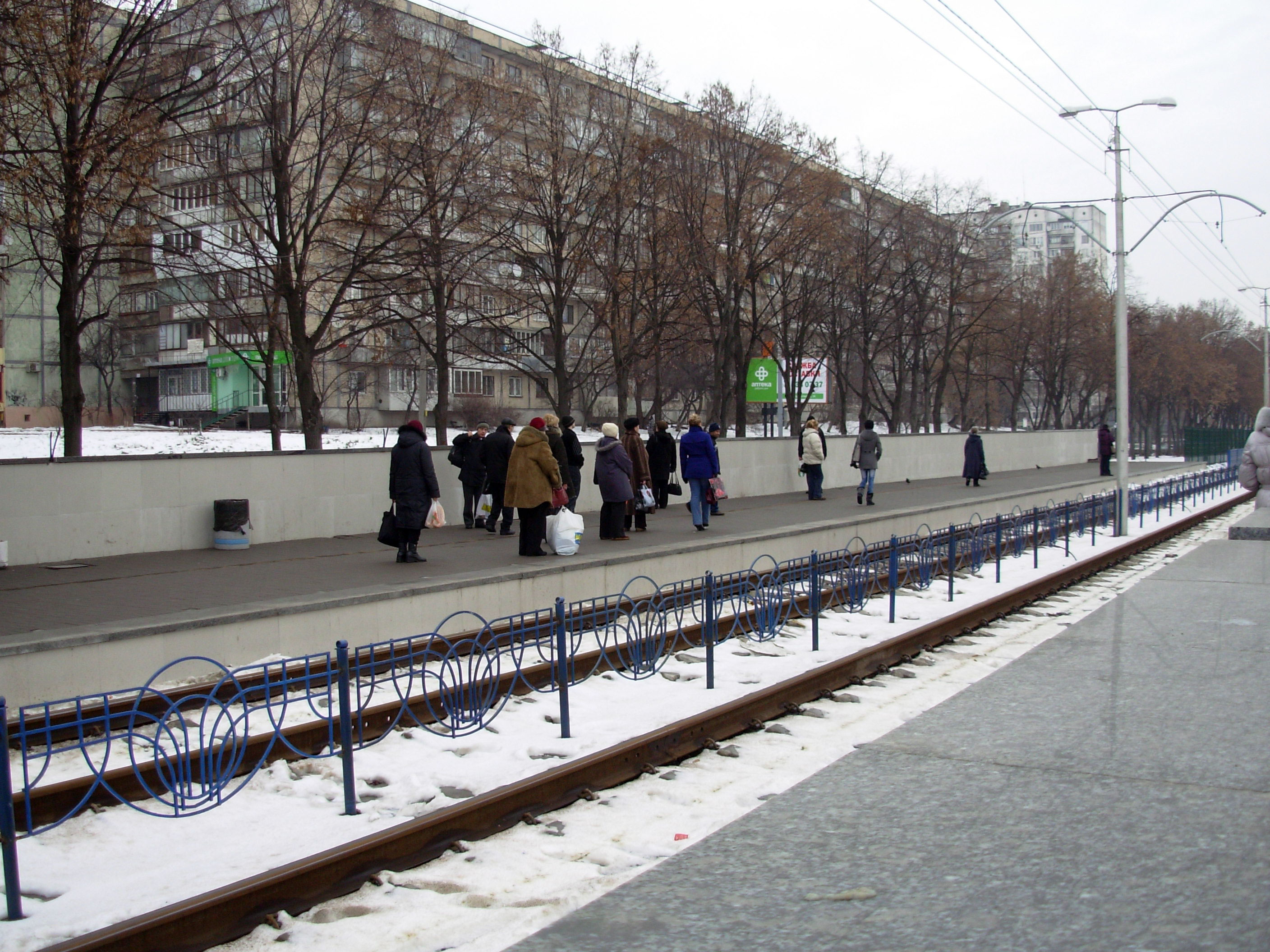
Платформи станції, грудень 2010
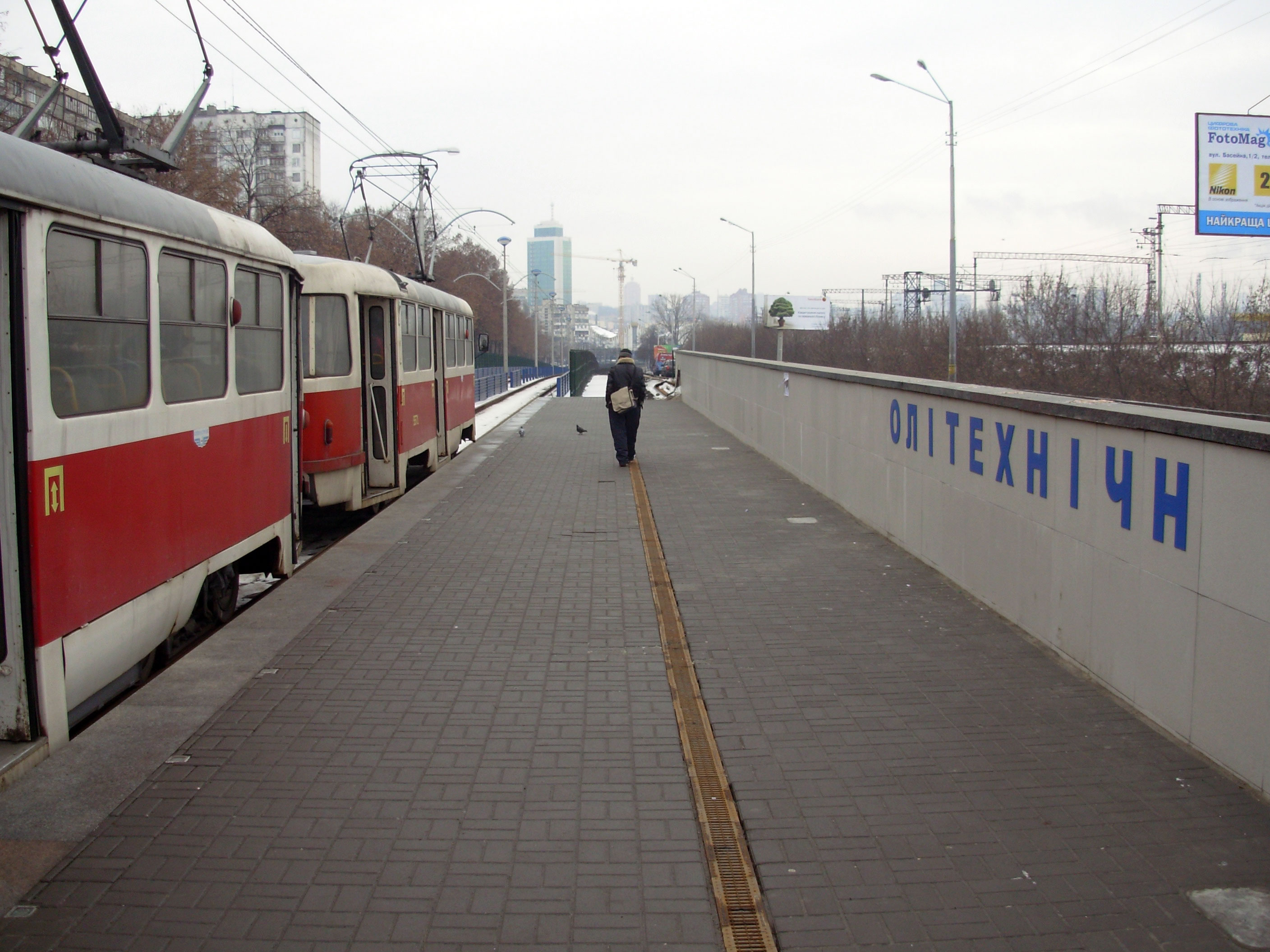
Посадкова платформа, грудень 2010
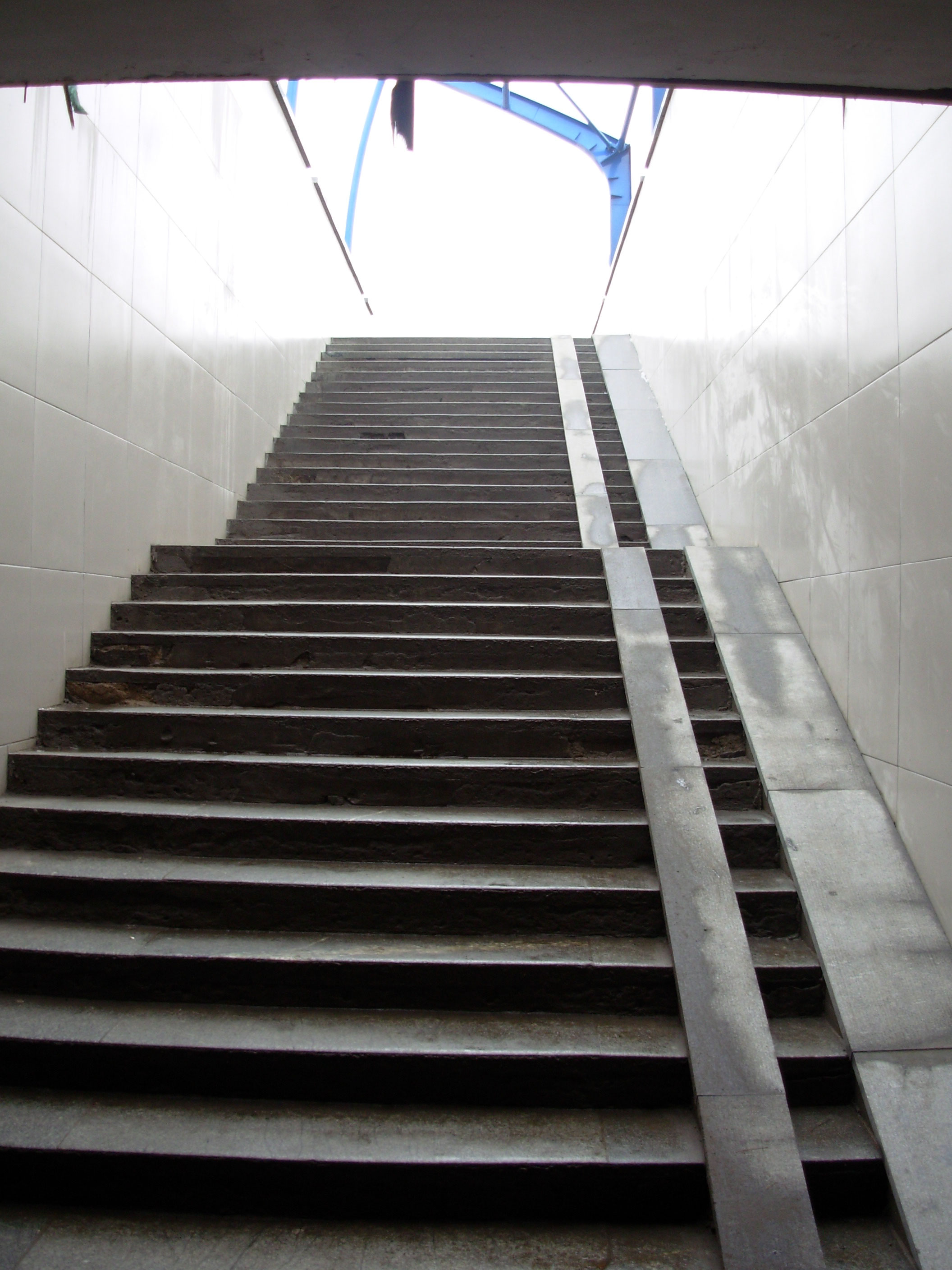
Вихід з підземного переходу до станції, грудень 2010
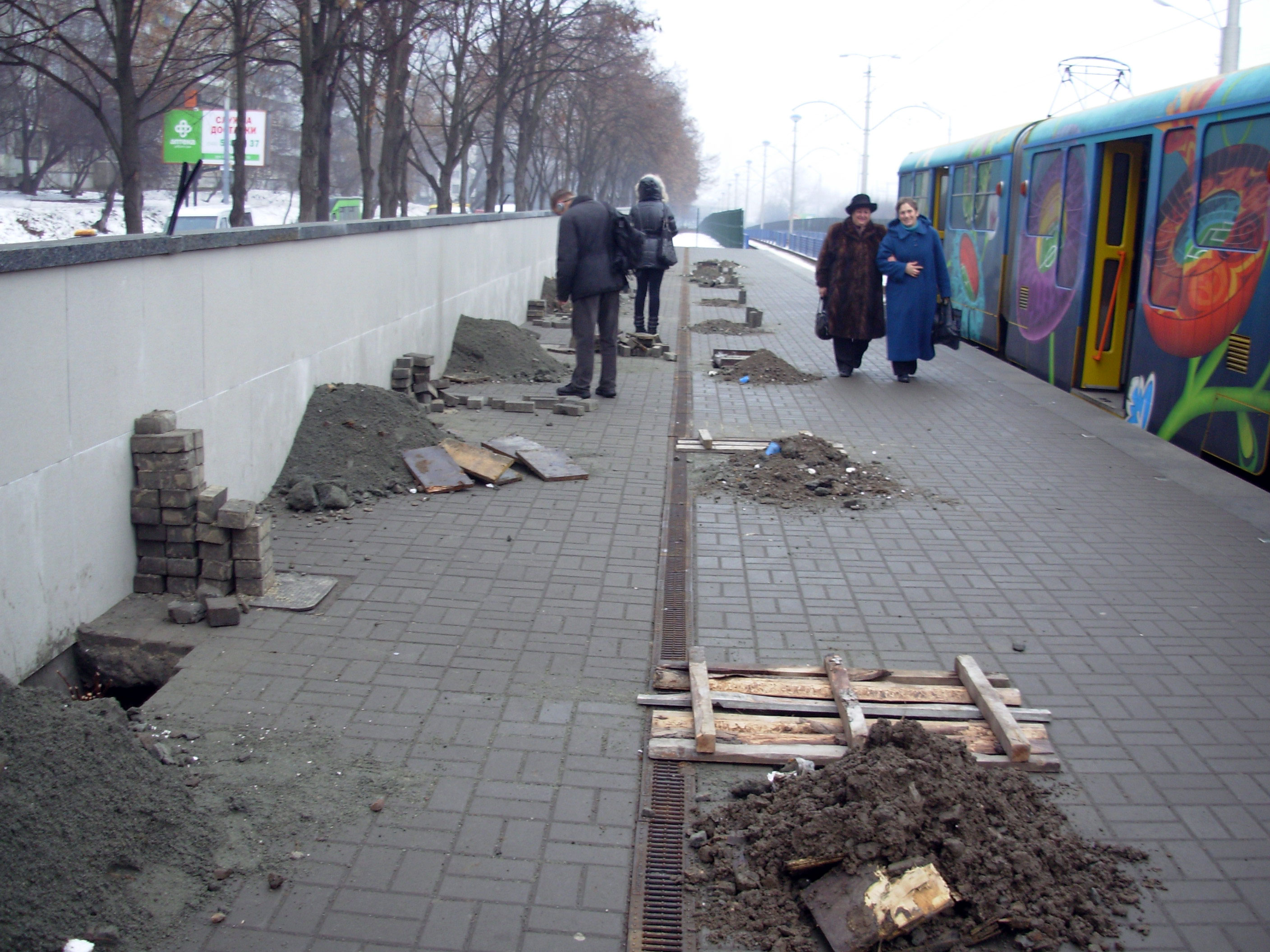
Роботи з встановлення накриття над платформами, грудень 2010
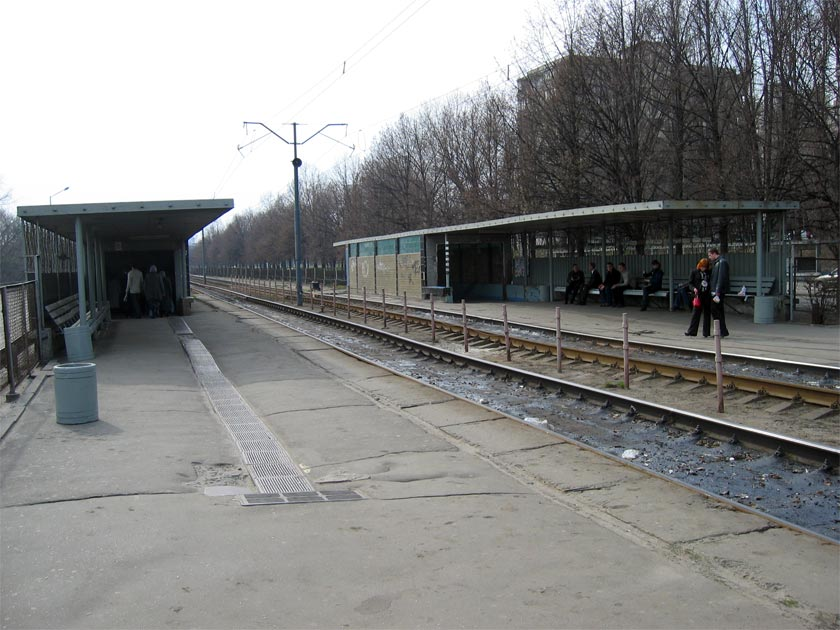
Станція до реконструкції, 2005
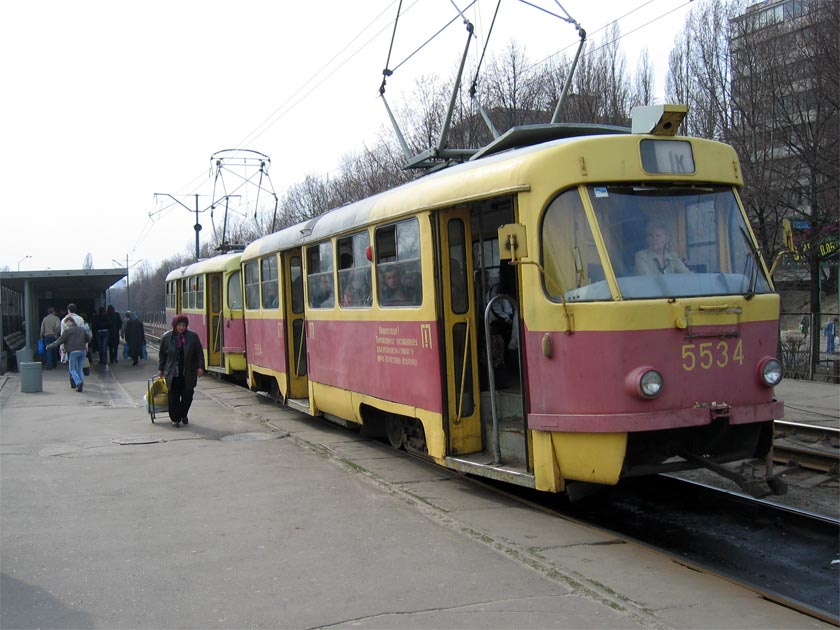
Посадкова платформа, 2005
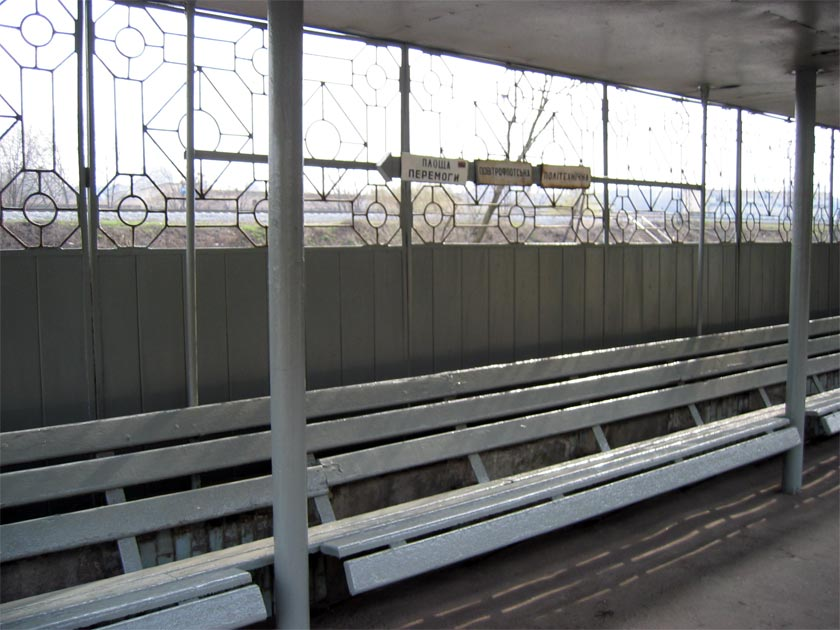
Схема лінії на станції
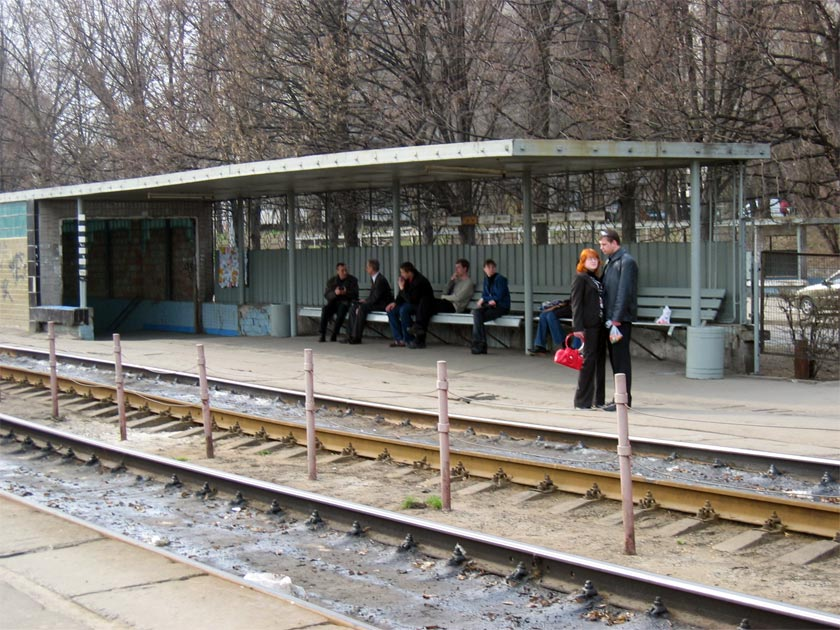
Посадкова платформа, 2005
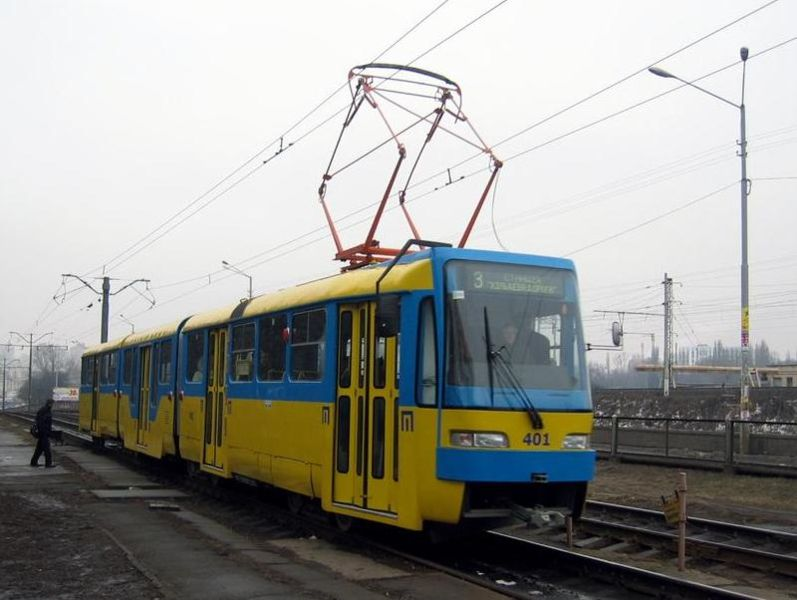
Трамвай K3R-N на станції, 2007
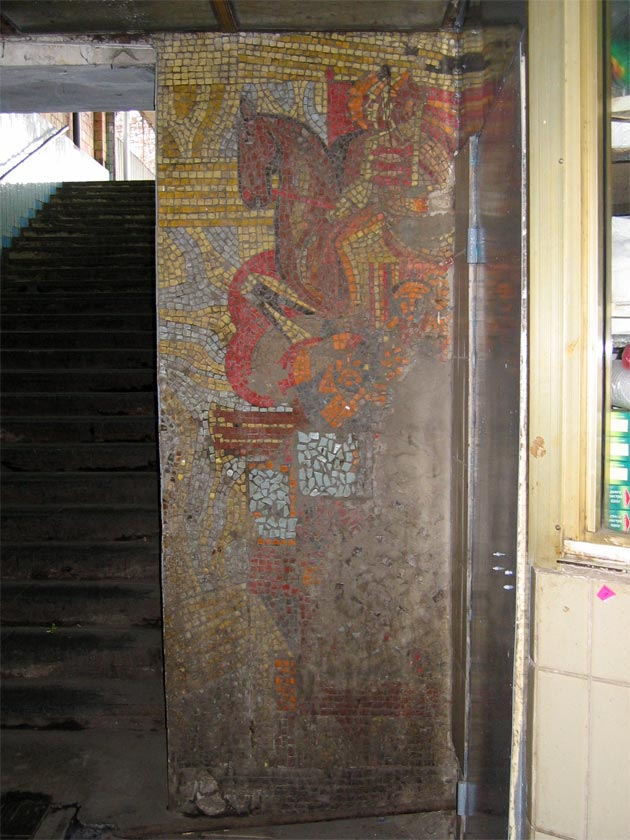
Фрагмент мозаїки в підземному переході, нині демонтована
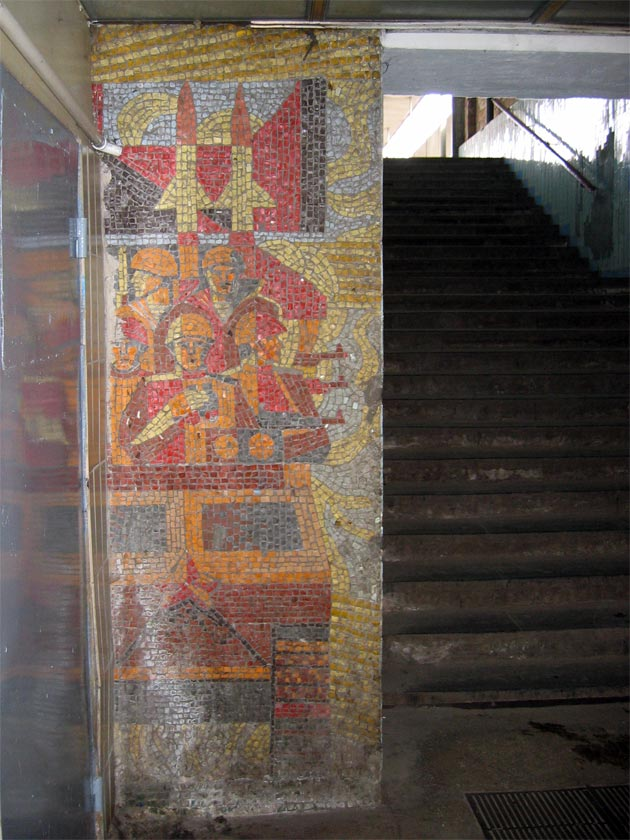
Фрагмент мозаїки в підземному переході, нині демонтована
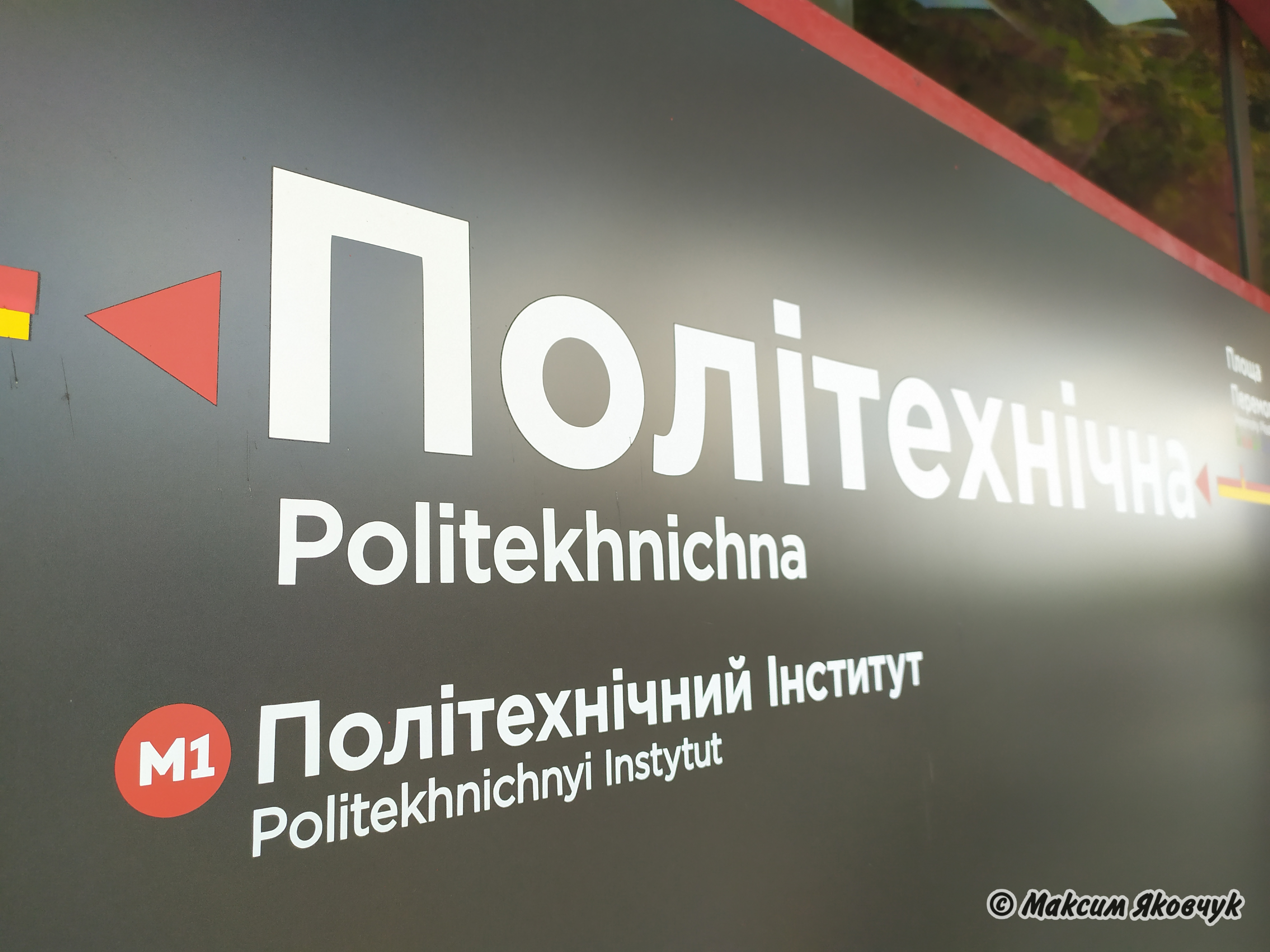
Схема лінії
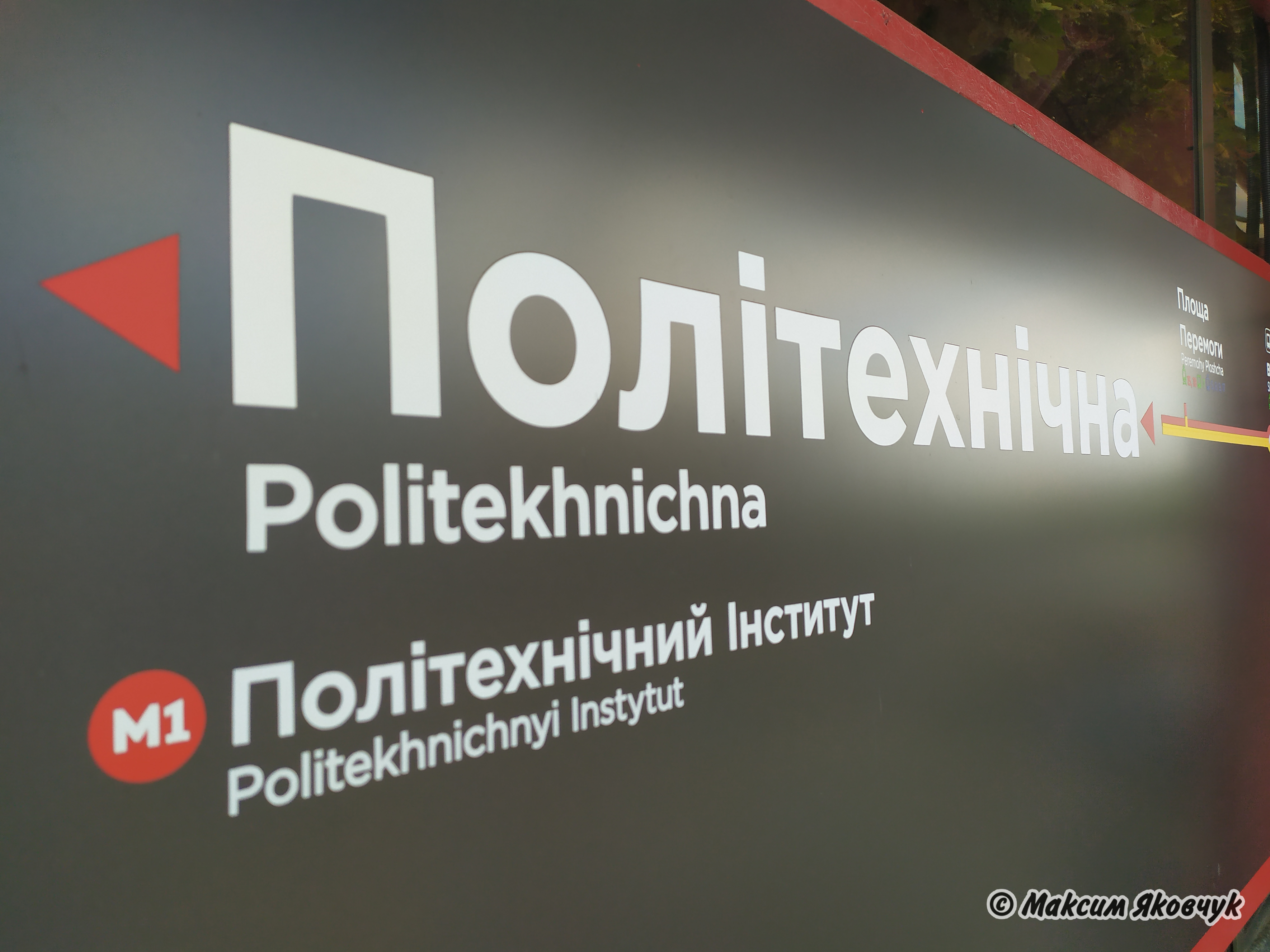
Схема лінії
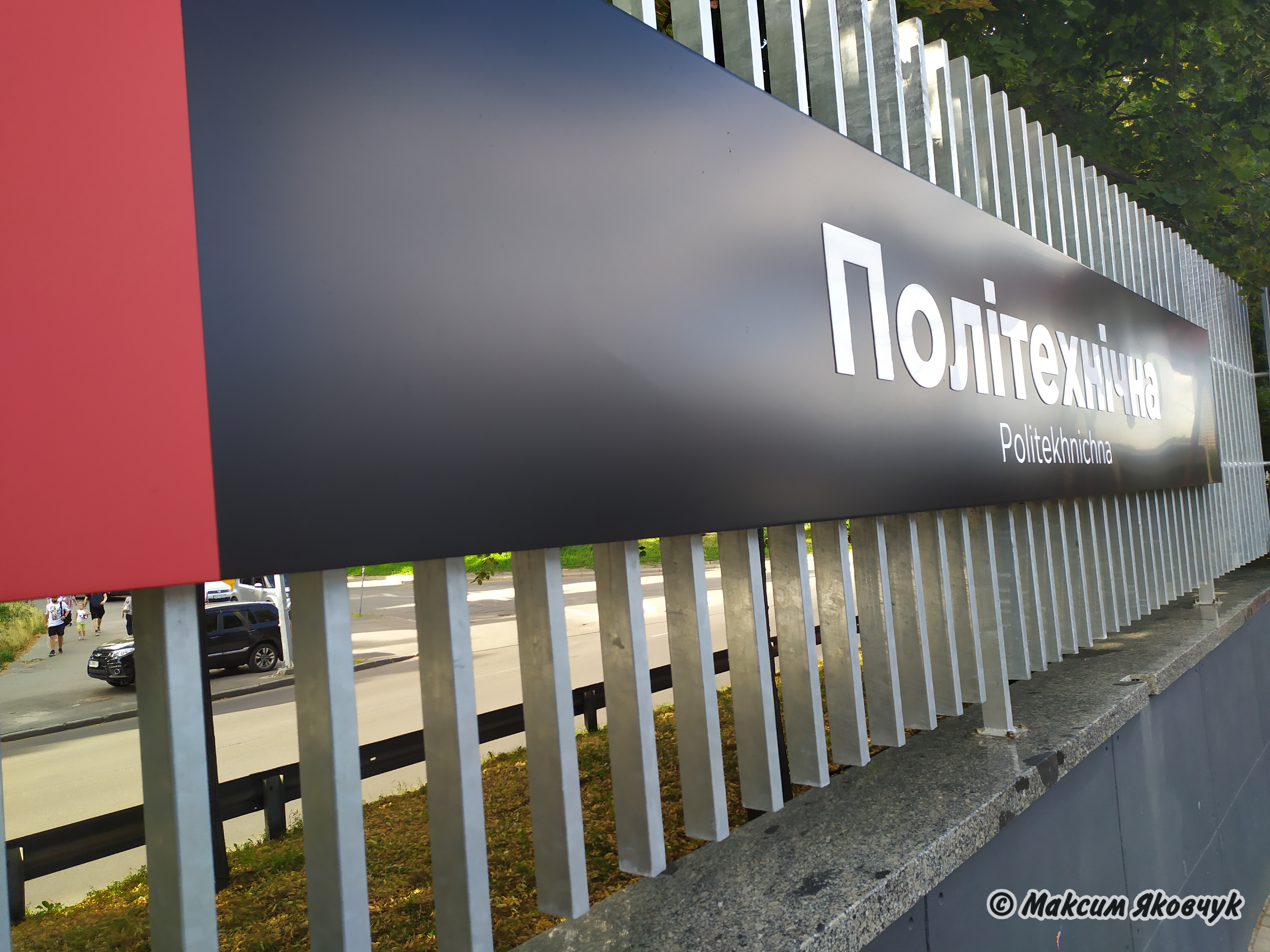
Назва станції